# Brissy-Hamégicourt
Brissy-Hamégicourt är en kommun i departementet Aisne i regionen Hauts-de-France i norra Frankrike. Kommunen ligger  i kantonen Moÿ-de-l'Aisne som ligger i arrondissementet Saint-Quentin. År 2022 hade Brissy-Hamégicourt 653 invånare.

## Befolkningsutveckling
Antalet invånare i kommunen Brissy-Hamégicourt
Referens: INSEE